# Callionymus cooperi
Callionymus cooperi, tên thông thường là cá đàn lia Cooper, là một loài cá biển thuộc chi Callionymus trong họ Cá đàn lia. Loài này được mô tả lần đầu tiên vào năm 1908, được đặt theo tên của nhà tự nhiên học James Graham Cooper.

## Phân bố và môi trường sống
C. cooperi được tìm thấy tại Maldives, sống ở độ sâu khoảng từ 73 đến 81 m.